# جامعة دونتسك للاقتصاد والقانون
جامعة دونتسك للاقتصاد والقانون مؤسسة تعليم عالي أوكرانية، (بالأوكرانية: Донецький університет економіки та права) هي جامعة تقع في دنيبروبتروفسك أوبلاست، أوكرانيا. تأسست هذه الجامعة في سنة 1992